# Charly Vicente
Charly Vicente (Cañete, Provincia de Cañete, Perú, 24 de julio de 1982) es un exfutbolista peruano. Jugaba de delantero y tiene 42 años. 

## Clubes
| Club                 | País | Año         |
| -------------------- | ---- | ----------- |
| Sporting Cristal "B" | Perú | 2000 - 2003 |
| Sporting Cristal     | Perú | 2003        |
| Atlético Universidad | Perú | 2004        |
| Sporting Cristal     | Perú | 2005        |
| Coronel Bolognesi FC | Perú | 2005 - 2006 |
| FBC Melgar           | Perú | 2006 - 2007 |
| Total Clean          | Perú | 2008        |
| Total Chalaco        | Perú | 2009        |
| Hijos de Acosvinchos | Perú | 2009        |
| Sport Áncash         | Perú | 2010        |
| UTC                  | Perú | 2011        |
| Juventud Bellavista  | Perú | 2012        |
| Walter Ormeño        | Perú | 2013        |

## Palmarés

### Campeonatos nacionales
| Título                   | Club             | País | Año  |
| ------------------------ | ---------------- | ---- | ---- |
| Torneo Apertura          | Sporting Cristal | Perú | 2003 |
| Campeón Nacional         | Sporting Cristal | Perú | 2005 |
| Segunda División de Perú | Total Clean      | Perú | 2008 |